# Populaires
Cet article possède un paronyme, voir Populaire.
Populaires est un parti politique lancé par Gérald Darmanin le 29 septembre 2024. D'abord présenté comme un cercle de réflexion, il a fait l'objet d'une déclaration en préfecture le 15 octobre 2024.

## Historique
Le 29 septembre 2024, Gérald Darmanin, alors député du Nord, annonce lors d'un rassemblement à Tourcoing en présence notamment de Xavier Bertrand, Édouard Philippe, Élisabeth Borne et Gabriel Attal, la création de Populaires,,,,,.
Le parti fait l'objet d'une déclaration en préfecture le 15 octobre 2024 et dispose d'une association de financement déclarée à la CNCCFP en cours d'agrément.
En novembre, Darmanin effectue une série de réunions publiques sous la bannière du mouvement.

## Interprétation
Le Journal du dimanche interprète la création de Populaires comme une préparation de la candidature de Darmanin à la prochaine élection présidentielle en France durant laquelle, selon France Bleu, l'ex-ministre voudrait incarner la droite sociale.